# Bobsleje na Zimowych Igrzyskach Olimpijskich 2014
Bobsleje na Zimowych Igrzyskach Olimpijskich 2014 – jedna z dyscyplin rozgrywanych podczas igrzysk w dniach 15–22 lutego 2014. Zawodnicy i zawodniczki rywalizowali w dwójkach mężczyzn, czwórkach mężczyzn i w dwójkach kobiet. Bobsleiści o medale podczas igrzysk walczyli po raz 21. Łącznie rozdane zostały trzy komplety medali. Zawody odbyły się w Krasnej Polanie niedaleko Soczi, na torze Sanki.
W listopadzie 2017 roku reprezentanci Rosji, którzy zdobyli złote i brązowe medale w ślizgu dwójek mężczyzn oraz zajęli pierwsze i czwarte miejsce w ślizgu czwórek mężczyzn zostali zdyskwalifikowani za stosowanie dopingu. Międzynarodowy Komitet Olimpijski jednocześnie zobowiązał zawodników do zwrotu medali, a Międzynarodową Federację Bobslei i Skeletonu (IBSF) do weryfikacji wyników zawodów.

## Terminarz
| Data      | Konkurencja            | Konkurencja   | Godzina                 |
| --------- | ---------------------- | ------------- | ----------------------- |
| 16 lutego | Ślizg dwójek mężczyzn  | 1. i 2. zjazd | 20:15 UTC+4 / 17:15 CET |
| 17 lutego | Ślizg dwójek mężczyzn  | 3. i 4. zjazd | 18:30 UTC+4 / 15:30 CET |
| 18 lutego | Ślizg dwójek kobiet    | 1. i 2. zjazd | 19:15 UTC+4 / 16:15 CET |
| 19 lutego | Ślizg dwójek kobiet    | 3. i 4. zjazd | 20:15 UTC+4 / 17:15 CET |
| 22 lutego | Ślizg czwórek mężczyzn | 1. i 2. zjazd | 20:30 UTC+4 / 17:30 CET |
| 23 lutego | Ślizg czwórek mężczyzn | 3. i 4. zjazd | 13:30 UTC+4 / 10:30 CET |

## Zestawienie medalistów
| Konkurencja            | Złoto                                                                  | Wynik   | Srebro                                                                      | Wynik   | Brąz                                                                      | Wynik   |
| Ślizg dwójek mężczyzn  | Szwajcaria Beat Hefti Alex Baumann                                     | 3:46,05 | Stany Zjednoczone Steven Holcomb Steve Langton                              | 3:46,27 | Łotwa Oskars Melbārdis Daumants Dreiškens                                 | 3:46,48 |
| Ślizg dwójek kobiet    | Kanada Kaillie Humphries Heather Moyse                                 | 3:50,61 | Stany Zjednoczone Elana Meyers Lauryn Williams                              | 3:50,71 | Stany Zjednoczone Jamie Greubel Aja Evans                                 | 3:51,61 |
| Ślizg czwórek mężczyzn | Łotwa Oskars Melbārdis Arvis Vilkaste Daumants Dreiškens Jānis Strenga | 3:40,69 | Stany Zjednoczone Steven Holcomb Steve Langton Curtis Tomasevicz Chris Fogt | 3:40,99 | Wielka Brytania John James Jackson Bruce Tasker Stuart Benson Joel Fearon | 3:41,10 |

## Wyniki

### Ślizg dwójek mężczyzn
| Miejsce | Reprezentacja     | Zawodnicy                           | Czas    | Strata |
| ------- | ----------------- | ----------------------------------- | ------- | ------ |
| złoto   | Szwajcaria        | Beat Hefti Alex Baumann             | 3:46,05 | –      |
| srebro  | Stany Zjednoczone | Steven Holcomb Steve Langton        | 3:46,27 | +0,88  |
| brąz    | Łotwa             | Oskars Melbārdis Daumants Dreiškens | 3:46,48 | +1,09  |
| 4.      | Kanada            | Justin Kripps Bryan Barnett         | 3:46,62 | +1,23  |
| 5.      | Kanada            | Chris Spring Jesse Lumsden          | 3:46,79 | +1,40  |
| 6.      | Niemcy            | Francesco Friedrich Jannis Bäcker   | 3:46,85 | +1,46  |
| 7.      | Kanada            | Lyndon Rush Lascelles Oneil Brown   | 3:46,88 | +1,49  |
| 8.      | Szwajcaria        | Rico Peter Jürg Egger               | 3:46,96 | +1,57  |
| DSQ     | Rosja             | Aleksandr Zubkow Aleksiej Wojewoda  | 3:45,39 |        |
| DSQ     | Rosja             | Aleksandr Kasjanow Maksim Bieługin  | 3:46,30 | +0,91  |

### Ślizg dwójek kobiet
| Miejsce | Reprezentacja     | Zawodniczki                                      | Czas    | Strata |
| ------- | ----------------- | ------------------------------------------------ | ------- | ------ |
| złoto   | Kanada            | Kaillie Humphries Heather Moyse                  | 3:50,61 | –      |
| srebro  | Stany Zjednoczone | Elana Meyers Lauryn Williams                     | 3:50,71 | +0,10  |
| brąz    | Stany Zjednoczone | Jamie Greubel Aja Evans                          | 3:51,61 | +1,00  |
| 4.      | Holandia          | Esmé Kamphuis Judith Vis                         | 3:52,27 | +1,66  |
| 5.      | Niemcy            | Sandra Kiriasis Franziska Fritz                  | 3:52,29 | +1,68  |
| 6.      | Belgia            | Elfje Willemsen Hanna Mariën                     | 3:52,57 | +1,96  |
| 7.      | Niemcy            | Cathleen Martini Christin Senkel                 | 3:52,71 | +2,10  |
| 8.      | Szwajcaria        | Fabienne Meyer Tanja Mayer                       | 3:53,20 | +2,59  |
| 9.      | Rosja             | Olga Stulniewa Ludmiła Udobkina                  | 3:53,46 | +2,85  |
| 10.     | Niemcy            | Anja Schneiderheinze-Stöckel Stephanie Schneider | 3:53,74 | +3,13  |

### Ślizg czwórek mężczyzn
| Miejsce | Reprezentacja     | Zawodnicy                                                                 | Czas    | Strata |
| ------- | ----------------- | ------------------------------------------------------------------------- | ------- | ------ |
| złoto   | Łotwa             | Oskars Melbārdis Arvis Vilkaste Daumants Dreiškens Jānis Strenga          | 3:40,69 | –      |
| srebro  | Stany Zjednoczone | Steven Holcomb Steve Langton Curtis Tomasevicz Chris Fogt                 | 3:40,99 | +0,39  |
| brąz    | Wielka Brytania   | John James Jackson Bruce Tasker Stuart Benson Joel Fearon                 | 3:41,10 | +0,50  |
| 4.      | Niemcy            | Maximilian Arndt Alexander Rödiger Marko Hübenbecker Martin Putze         | 3:41,42 | +0,82  |
| 5.      | Niemcy            | Thomas Florschütz Kevin Kuske Joshua Bluhm Christian Poser                | 3:41,51 | +0,91  |
| 6.      | Szwajcaria        | Beat Hefti Jürg Egger Alex Baumann Thomas Lamparter                       | 3:41,75 | +1,15  |
| 7.      | Kanada            | Lyndon Rush David Bissett Lascelles Oneil Brown Neville Wright            | 3:41,76 | +1,16  |
| 8.      | Niemcy            | Francesco Friedrich Gregor Bermbach Jannis Bäcker Thorsten Margis         | 3:41,80 | +1,20  |
| DSQ     | Rosja             | Aleksandr Zubkow Dmitrij Trunienkow Aleksiej Niegodajło Aleksiej Wojewoda | 3:40,60 | –      |
| DSQ     | Rosja             | Aleksandr Kasjanow Maksim Bieługin Ilwir Chuzin Aleksiej Puszkariow       | 3:41,02 | +0,42  |